# Organi di senso

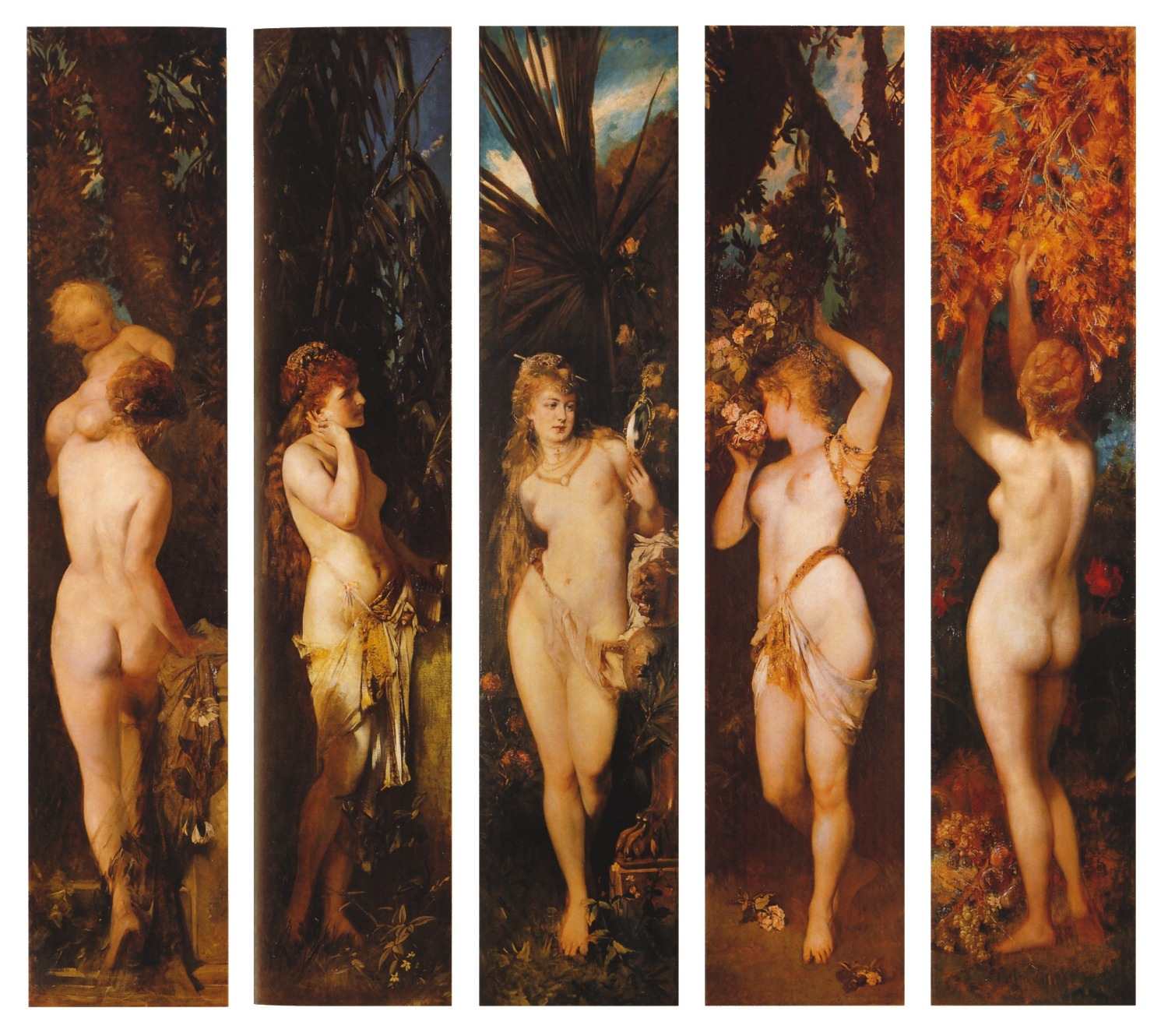
I cinque sensi in un dipinto del pittore austriaco Hans Makart (1879): a partire da sinistra, tatto, udito, vista, olfatto, gusto.

Gli organi di senso sono strutture fisiche presenti nei corpi degli esseri viventi che servono a ricevere informazioni dal mondo circostante.
Negli animali sono composti da strutture, più o meno complesse, specializzate nella ricezione di stimoli esterni o interni, nella conversione di questi stimoli in impulsi nervosi, nella trasmissione di tali impulsi lungo differenti percorsi, dando eventualmente atto ad una risposta, verso l'esterno, allo stimolo; nei vegetali, pur agendo similmente per potenziali d'azione, con differenze nelle concentrazioni ioniche intra ed extracellulari, in assenza di un sistema neuronale, i fenomeni come tigmotropismo, tropismo, tigmonastia, vengono diversamente mediati.

## Concezione filosofica
Nella storia della filosofia gli organi di senso, se da un lato furono svalutati dalla tradizione platonica, divennero invece oggetto di studio da parte di Aristotele, il quale riteneva che attraverso di essi si potessero percepire le qualità della realtà esteriore, che non era quindi costituita da soli rapporti quantitativi e matematici. Attraverso i sensi si potevano percepire le caratteristiche animiche della realtà, che erano cioè della stessa natura dell'anima, la quale poteva non solo sentirle, ma anche prenderne conoscenza, coordinando le varie impressioni sensoriali grazie a un superiore e unitario «senso comune».
In maniera analoga Telesio e successivamente Campanella, nel Rinascimento, affermeranno che la conoscenza consiste in un «sentire di sentire». Col tomismo viene inaugurata una distinzione che si protrarrà in età moderna fra sensi superiori (vista, udito) e sensi inferiori (olfatto, gusto, tatto).

## Tipologia dei recettori negli animali

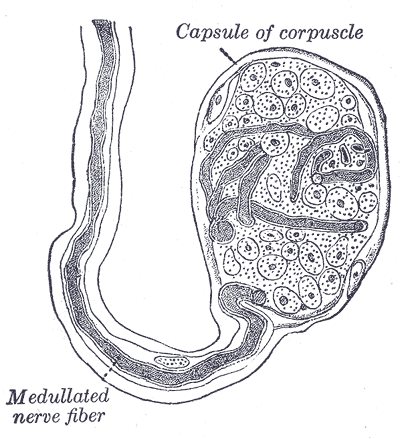
Corpuscolo di Krause
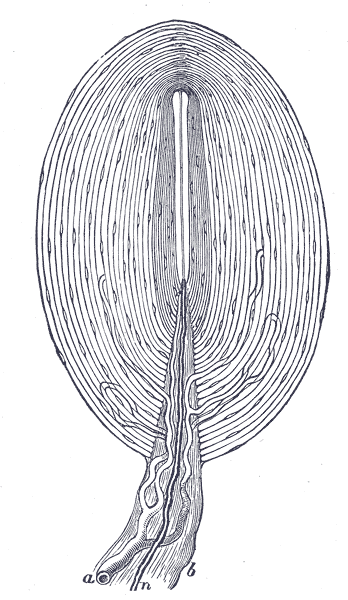
Corpuscolo del Pacini
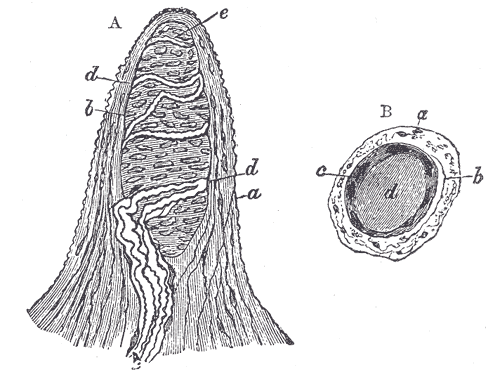
Papilla tattile della mano
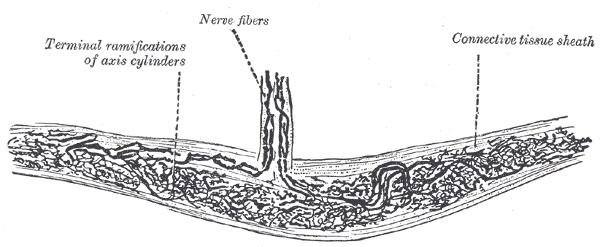
Recettore del Ruffini
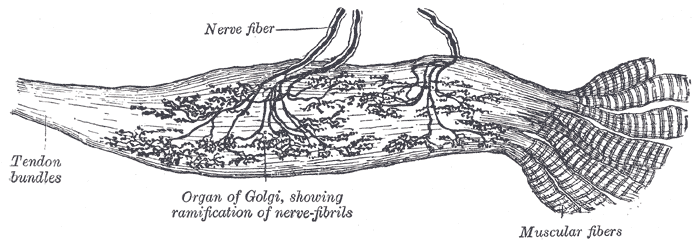
Organo del Golgi

I recettori sensoriali si classificano in base alla provenienza dello stimolo:
- Telecettori: sensibili a stimoli provenienti da lontano.
- Esterocettori: sensibili a stimoli provenienti da fonti esterne vicine al corpo.
- Interocettori: sensibili a fenomeni provenienti dall'interno dell'organismo.
- Propriocettori: sensibili a stimoli provenienti dalle articolazioni, dai muscoli e dai tendini. Servono a sentire dove si trova il nostro corpo nello spazio.

Si possono classificare anche in base al tipo di stimolo a cui sono sensibili:
- Chemiorecettori: ricevono stimoli chimici come, ad esempio, il gusto e l'olfatto.
- Meccanocettori: ricevono stimoli come pressione, tocco e dolore. Il tatto e l'udito fanno parte di questa classe.
- Termorecettori: ricevono stimoli termici.
- Fotorecettori: capaci di captare l'energia luminosa come, ad esempio, la vista.
- stato-acustici: percepiscono lo stato di equilibrio del corpo, stabiliscono l'orientamento del corpo nello spazio e percepiscono i suoni.
- Elettrorecettori percepiscono intensità e variazioni del campo elettrico

Infine sono classificabili anche in base al loro adattamento sensoriale, cioè alla possibilità di far diminuire la frequenza di uno stimolo prolungato nel tempo.
- Fasici o Dinamici: Si adattano facilmente. Ad esempio l'olfatto.
- Tonici o Statici: Si adattano poco o per niente. Per esempio i termocettori.

### Chemorecettori
Fra i chemocettori si trovano i glomi, l'apparato gustativo e l'apparato olfattivo.

#### Glomi
Sono interocettori che sono situati in presenza delle grandi arterie (carotide, aorta, sacrale media), hanno la funzione di registrare le alterazioni dei tassi di O2 (ossigeno) e di CO2 (anidride carbonica) nel sangue.

#### Apparato gustativo
È formato dai calici gustativi che sono presenti nelle papille linguali Circumvallate (si trovano a forma di V nella parte più interna della lingua), Foliate, e, in piccola parte anche nelle Fungiformi. Le Filiformi, invece, sono papille tattili.
Ogni calice è formato da tre tipi di cellule:
- Basali
- di Sostegno
- Gustative: sono i veri e propri recettori chimici, fornite di microvilli che recepiscono le molecole disciolte nella saliva.

#### Apparato olfattivo
Il tessuto specializzato per riconoscere gli odori è l'epitelio olfattivo che si trova nella parte superiore della cavità nasale. Esso è ricoperto di muco dove si trovano le molecole da analizzare. L'epitelio olfattivo è formato da tre tipi di cellule:
- Basali
- di Sostegno: sono attorno alle cellule olfattive, hanno dei microvilli usati per spostare il muco.
- Olfattive: sono le cellule atte a ricevere lo stimolo. Hanno delle ciglia immerse nel muco. Sono le stesse cellule a portare l'informazione al sistema nervoso centrale, invece di affidare il messaggio ad un neurone specializzato.

### Meccanorecettori

#### Tatto
I meccanocettori presenti sull'epidermide sono vari e sono sensibili alla pressione e al dolore. Si dividono in due:
- Dischi di Merkel: sono sensibili alla pressione e sono tonici.
- Corpuscoli: che a loro volta si dividono in
  - di Meissner (nei polpastrelli, nelle piante dei piedi, nelle labbra etc.): sono molto sensibili alla pressione e sono fisici.
  - di Ruffini (molto diffusi): sono meno sensibili e si adattano molto lentamente.
  - di Pacini (tendini, articolazioni): sono sensibili solo alla forte pressione e sono fisici.

Vasi
Anche nelle pareti arteriosi vi sono meccanocettori che possono informare sulla posizione spaziale in base al diverso stiramento della colonna ematica, si è visto soprattutto a livello renale.

#### Orecchio: apparato uditivo e vestibolare
L'orecchio è costituito da tre parti:
- Orecchio esterno: che comprende il padiglione auricolare, il meato acustico o condotto uditivo e termina alla membrana del timpano.
- Orecchio medio: che va dalla membrana timpanica, comprende la catena degli ossicini (martello, incudine e staffa) fino alla finestra ovale.
- Orecchio interno: che comprende la coclea o chiocciola, i tre canali semicircolari, l'utricolo e il sacculo.

L'apparato uditivo è formato dalla coclea e dai tre ossicini. Il martello è a contatto con la membrana del timpano e trasmette le vibrazioni all'incudine e alla staffa. Attraverso la finestra ovale, le vibrazioni si trasmettono alla coclea. Quest'ultima è formata da tre canali, di cui il primo e il terzo sono collegati e contengono perilinfa:
- Canale vestibolare: collegato alla staffa attraverso la finestra ovale.
- Canale medio: si trova in mezzo agli altri due, contiene l'endolinfa e l'organo del Corti.
- Canale timpanico: collegato alla finestra rotonda.

Il suono, quindi, si trasmette dal timpano ai tre ossicini, passa nella coclea attraverso la finestra ovale e comprime la perilinfa che trasmette le vibrazioni al canale vestibolare, quindi al canale timpanico e da questo al canale medio. In quest'ultimo canale si trova l'organo del Corti dove si trovano le cellule sensoriali. Queste cellule sono ricoperte da una membrana tettoria. Le loro ciglia, sfregando sulla membrana tettoria, trasmettono le vibrazioni al nervo uditivo.
L'apparato vestibolare, invece, è composto dai tre canali semicircolari che hanno all'estremità un'ampolla che è in contatto con l'utricolo e il sacculo, due cavità a forma, appunto, di sacco. Nell'utricolo e nel sacculo ci sono le cellule sensoriali dell'equilibrio che hanno delle ciglia immerse in una gelatina in cui sono immersi degli otoliti. Gli otoliti sono sassolini di carbonato di calcio che, con il movimento, sfregano le ciglia dei recettori. Se il movimento è rotatorio (angolare), l'endolinfa presente nei tre canali semicircolari preme sulla gelatina presente nell'ampolla facendo muovere le ciglia delle cellule sensoriali immerse in essa (nella gelatina).

### Termorecettori
I termocettori sono di due tipi:
- Corpuscoli di Ruffini: per il caldo.
- Corpuscoli di Krause: per il freddo.

## Trasmissione dello stimolo
Lo stimolo è, in realtà, una variazione della polarità della membrana. Normalmente, l'interno del derma ha polarità negativa. Questo perché gli ioni negativi Cl- (cloro) sono molti di più di quelli positivi K+ (potassio). L'ambiente esterno, invece, è carico positivamente perché ricco di ioni Na+ (sodio). Quando c'è uno stimolo, i Cl- escono e i Na+ entrano invertendo la polarità (depolarizzazione). I K+ escono molto più lentamente e, quando ciò avviene, ristabiliscono l'equilibrio riportando la polarità della pelle al negativo (ripolarizzazione). Lo stimolo recepito si trasforma in potenziale recettoriale che si trasmette ai neuroni sensoriali afferenti (che portano al sistema nervoso centrale). I neuroni, prima di inviare il messaggio, lo trasformano in potenziale d'azione (trasduzione).
N.B.: se uno stimolo è prolungato nel tempo, aumenta la frequenza di trasmissione dello stimolo, e non l'intensità.

## Nell'essere umano
Cinque sono i sensi umani canonici, riconducibili al sistema esterorecettore:
- La vista
- L'udito
- L'olfatto
- Il gusto
- Il tatto.

Altre forme di sensi vengono prese in considerazione dalle scuole moderne della fisiologia e della neurologia, soprattutto afferenti ai sistemi propriocettori ed enterocettori:
- La termopercezione
- Il dolore
- La propriocezione[7]
- L'equilibrio
- L'empatia tramite i neuroni specchio
- La percezione aptica
- L'enterocezione.[8]

## Negli animali
Oltre a quelli umani nel regno animale sono presenti anche questi sensi:
- l'attrazione sessuale[senza fonte]
- la magnetoricezione
- la recezione dei raggi ultravioletti
- la recezione dei raggi infrarossi
- l'elettrolocazione
- l'ecolocazione.

## Elaborazione sensoriale
L'elaborazione sensoriale è il processo che organizza e distingue le sensazioni (informazioni sensoriali) provenienti dal proprio corpo e dall'ambiente, consentendo di utilizzare efficacemente il corpo nell'ambiente. In particolare, si tratta del modo in cui il cervello elabora gli input provenienti da più modalità sensoriali, come la propriocezione, la visione, il sistema uditivo, tattile, olfattivo, vestibolare, l'interocezione e il gusto, e li converte in utili risultati funzionali. 
Da tempo si ritiene che gli input provenienti dai diversi sensi vengano elaborati in aree cerebrali diverse. La connessione all'interno e tra queste regioni cerebrali specializzate è nota come integrazione funzionale. Nuove ricerche hanno dimostrato che queste diverse regioni cerebrali potrebbero non essere responsabili di una sola modalità sensoriale, ma possono utilizzare più input per percepire ciò che il corpo percepisce nell'ambiente. L'integrazione multisensoriale è necessaria per quasi tutte le attività che svolgiamo, perché la combinazione di più spunti sensoriali è necessaria per comprendere l'ambiente che ci circonda. 

### Disturbo dell'elaborazione sensoriale
Il Disturbo dell'Elaborazione Sensoriale (SPD, precedentemente noto come Disfunzione dell'Integrazione Sensoriale) è una condizione in cui l'input multisensoriale non viene elaborato correttamente per fornire risposte adeguate alle richieste ambientali. Il disturbo dell'elaborazione sensoriale è presente in molte persone con disprassia, disturbo dello spettro autistico e disturbo da deficit di attenzione e iperattività. Le persone con SPD possono elaborare in modo inadeguato gli stimoli sensoriali visivi, uditivi, olfattivi (odori), gustativi (sapori), tattili (tatto), vestibolari (equilibrio), propriocettivi (consapevolezza del corpo) e interocettivi (sensi interni del corpo).